# Megaerops wetmorei
Megaerops wetmorei је врста слепог миша из породице великих љиљака (Pteropodidae). 

## Распрострањење
Врста је присутна у Индонезији, Малезији и Филипинима.

## Станиште
Врста Megaerops wetmorei има станиште на копну.

## Угроженост
Ова врста се сматра рањивом у погледу угрожености врсте од изумирања.

### Популациони тренд
Популација ове врсте се смањује, судећи по расположивим подацима.